# Greensboro (Pennsylvania)
Greensboro is een plaats (borough) in de Amerikaanse staat Pennsylvania, en valt bestuurlijk gezien onder Greene County.

## Demografie
Bij de volkstelling in 2000 werd het aantal inwoners vastgesteld op 295. In 2006 is het aantal inwoners door het United States Census Bureau geschat op 279, een daling van 16 (-5,4%).

## Geografie
Volgens het United States Census Bureau beslaat de plaats een oppervlakte van 0,4 km², waarvan 0,3 km² land en 0,1 km² water. Greensboro ligt op ongeveer 170 m boven zeeniveau.

## Plaatsen in de nabije omgeving
De onderstaande figuur toont nabijgelegen plaatsen in een straal van 12 km rond Greensboro.